# Cristian Cedrés
Cristian Josué Artiles Cedrés (Las Palmas de Gran Canaria, 21 de enero de 1996) es un futbolista español que juega como centrocampista y actualmente pertenece al Hércules C. F. de la Segunda División RFEF.

## Trayectoria
El jugador se formó en la cantera de la C. F. U. Carrizal de 2004 a 2005 y la U. D. Las Palmas de 2005 a 2010. El 21 de julio de 2010 ingresó en las categorías inferiores del Real Madrid donde pasó por el Cadete B en la 2010-11 y en las temporadas sucesivas en el  Cadete A , Juvenil C, Juvenil A, Real Madrid C, hasta llegar al Real Madrid Castilla en 2015.
En julio de 2018, después de una temporada en el Villarreal B, vuelve a su ciudad natal para jugar en Las Palmas Atlético en Segunda B. Debutó en el primer equipo el 28 de abril de 2019, jugando como titular ante el CD Lugo. Al finalizar la temporada se oficializó su paso al primer equipo para la temporada 2019-20.
En diciembre de 2020 sufrió una grave lesión que le dejaría sin jugar todo el resto de la temporada. El 31 de agosto de 2021, sin estar del todo recuperado, rescinde el contrato que tenía con el equipo amarillo.
El 31 de enero de 2022 fichó por el Intercity de la Segunda División RFEF. Tras una temporada dejó el club para, el 26 de julio de 2022, pasó al Hércules C. F. de la Segunda División RFEF.

## Clubes
| Club                 | País   | Año       |
| -------------------- | ------ | --------- |
| Real Madrid Castilla | España | 2015-2017 |
| Villarreal "B"       | España | 2017-2018 |
| Las Palmas Atlético  | España | 2018-2019 |
| U. D. Las Palmas     | España | 2019-2021 |
| C. F. Intercity      | España | 2022      |
| Hércules C. F.       | España | 2022-     |

## Palmarés
- 1 Copa de Campeones Juvenil (2014).